# NGC 5682
NGC 5682 ist eine Balkenspiralgalaxie vom Hubble-Typ SBb im Sternbild Bärenhüter und etwa 107 Millionen Lichtjahre von der Milchstraße entfernt.
Sie wurde am 13. April 1850 von George Stoney, einem Assistenten von William Parsons, entdeckt.